# Ржава (Глушковський район)
Ржава (рос. Ржава) — село в Глушковському районі Курської області Російської Федерації.
Населення становить 226 осіб. Входить до складу муніципального утворення Нижньомордоцька сільрада.

## Історія
Дата першої згадки - 1759 рік. 
Населений пункт розташований на території українського етнічного та культурного краю Східна Слобожанщина.
Від 2004 року входить до складу муніципального утворення Нижньомордоцька сільрада.

## Населення
| 2002 | 2010 |
| ---- | ---- |
| 268  | ↘226 |